# Comité des travaux historiques et scientifiques
O Comité des travaux historiques et scientifiques (CTHS) (Comité para Trabalhos Históricos e Científicos) é uma instituição francesa de pesquisa criada pelo Ministro da Educação Pública , François Guizot , em 18 de julho de 1834, com a finalidade de " liderar a investigação e a disponibilização de documentos não publicados, com fundos votados do orçamento do estado." Sua missão inclui promover o trabalho de sociedades científicas. Atualmente é filiado à École Nationale des Chartes. Em 2017, o seu presidente foi Maurice Hamon e seu chefe-adjunto foi Christophe Marion.

## Atribuições originais
Enquanto ele foi Ministro da Instrução Pública, François Guizot foi muito ocupado com o que ele descreveu em seu relatório de 31 de dezembro de 1833 como a "publicação sistemática de todos os materiais significativos sobre a história de nosso país, que ainda são inéditos." Para este fim, ele estabeleceu uma comissão em 18 de julho de 1834, carregado com a orientação da pesquisa em documentos e, com o apoio de fundos públicos, a sua publicação em sua revista Documents inédits de l'Histoire de France. Em 10 de janeiro de 1835, um segundo foi criado o comité para a realização de pesquisas e a publicação de documentos na literatura, a filosofia, as artes e as ciências que são de importância para a história geral. Um Gabinete de Obras Históricas foi criado por Hipólito Royer-Collard na seção de Ciências e Letras do Ministério para gerenciar as comissões.

## Desenvolvimento histórico
Em 1875, a comissão ficou sob a autoridade do Ministério do Ensino Superior. Em 5 de Março de 1881, o comitê assumiu seu nome atual e foi dividido em duas seções, uma para a história, arqueologia e filologia, e o segundo com as ciências, cada uma com sua própria publicação da comissão. Ele tinha 90 membros e 200 membros correspondentes. Em 1883, era dividido novamente, em cinco seções - história e filologia; arqueologia; ciências económicas e sociais; ciências matemáticas, a física, a química e meteorologia; e naturais e das ciências geográficas.
Uma reforma, em 1956, criou uma nova estrutura - arqueologia; geografia; história moderna e contemporânea; a filologia e a história 1715; ciências; ciências económicas e sociais. Em 1983, as seções foram reorganizados e amalgamado - história da ciência e da tecnologia; a pré-história e história antiga; o francês antropologia e etnologia.
Em 2000, a estrutura foi designado como segue:
- 1. A pré-história e história antiga seção - 25 membros
- 2. A arqueologia e a civilização antiga - 30 membros
- 3. História e filologia da civilização medieval - 25 membros
- 4. Arqueologia e história da arte medieval e moderna civilização - 25 membros
- 5. História do mundo moderno, a Revolução francesa e de outras revoluções - 30 membros
- 6. História contemporânea - 30 membros
- 7. Social, a antropologia, a etnologia e línguas regionais - 20 membros
- 8. Ciência, história da ciência e da tecnologia e de arqueologia industrial - 45 membros
- 9. Geográfica e ciências ambientais - 25 membros

Cada seção encontra-se entre quatro e seis vezes por ano. Membros, se francês ou estrangeiro, tem o direito de participar das reuniões e votar. Membros correspondentes, Emérito membros e não-membros podem ser convidados a participar das reuniões, mas sem direito a voto.
Em 2005, um pedido do Ministro do Ensino Superior e da Investigação trouxe o Comitê da competência da École nationale des chartes, apesar de suas estruturas seccionada foi deixada inalterada.

## Atividades
- Desde 1834, as CTHS publicou trabalhos de investigação e de ensino superior. A cada ano, inúmeros novos itens aparecem e são distribuídos pela Association Française des Presses d'Université - Diffusion (AFPU-D) e distribuído pela Sodis.
- A cada ano, a conferência das Sociedades Histórico e científicas é realizada em uma cidade universitária de língua francesa. Seu principal objetivo é promover o trabalho interdisciplinar e de trabalho colaborativo, os estudos de doutoramento e de pesquisa da universidade. Ele reúne mais de 700 delegados e envolve mais de 400 artigos.
- O CTHS apoia o intercâmbio entre sociedades científicas, por meio de um diretório, uma newsletter e um catálogo de artigos publicados pelas sociedades. Ele também opera um fórum on-line de sociedades científicas.